# Johann von Aldringen
Johann von Aldringen (Thionville, 10 dicembre 1588 – Landshut, 22 luglio 1634) fu un generale imperiale della Guerra dei trent'anni.

## Biografia
Era nato a Thionville, in Lorena. Nel 1618, all'inizio della guerra dei 30 anni, si arruola nell'esercito imperiale. Fatto colonnello nel 1622, due anni più tardi ebbe compiti di rappresentanza diplomatica. Si distinse alla Battaglia del Ponte di Dessau nel 1626 contro le truppe protestanti di Ernst von Mansfeld.
Johann von Aldringen partecipò alla campagna d'Italia ed era presente alla presa di Mantova (vedi anche Guerra di successione di Mantova e del Monferrato) assieme al fido Mattia Galasso. Il saccheggio che ne seguì fece di Aldringen e dell'amico Mattia Galasso degli uomini ricchi. Tornato in Germania nel 1631, operò come comandante dell'artiglieria di Tilly; nello stesso anno fu nobilitato con il titolo di conte.
Fu presente alla Battaglia di Rain, dove fu ferito. A seguito del decesso del Tilly, si ritrovò comandante dell'esercito della Lega cattolica di Massimiliano di Baviera e poi feldmaresciallo, dopo la Battaglia dell'Alte Veste dove era stato il vice di Alberto di Wallenstein.
Dopo la morte di Wallenstein, Aldringen ricevette il comando dell'armata contro gli svedesi sul Danubio. Finì i suoi giorni durante la difesa di Landshut, il 22 luglio 1634.